# Enhanced Interior Gateway Routing Protocol
Enhanced Interior Gateway Routing Protocol (EIGRP) là giao thức định tuyến vectơ khoảng cách tiên tiến được sử dụng trên mạng máy tính để tự động hóa các quyết định và cấu hình định tuyến. Giao thức này được thiết kế bởi Cisco Systems như là một giao thức độc quyền, chỉ có trên các bộ định tuyến của Cisco. Chức năng một phần của EIGRP đã được chuyển đổi thành một tiêu chuẩn mở vào năm 2013  và được xuất bản với trạng thái thông tin là RFC 7868
EIGRP được sử dụng trên một bộ định tuyến để chia sẻ các tuyến đường với các bộ định tuyến khác trong cùng hệ thống tự trị. Không giống như các giao thức định tuyến nổi tiếng khác, chẳng hạn như RIP, EIGRP chỉ gửi các bản cập nhật gia tăng, giảm khối lượng công việc trên bộ định tuyến và lượng dữ liệu cần truyền.
EIGRP đã thay thế Giao thức định tuyến cổng nội bộ (Interior Gateway Routing Protocol - IGRP) vào năm 1993. Một trong những lý do chính cho điều này là sự thay đổi thành các địa chỉ IPv4 không phân loại trong Giao thức Internet mà IGRP không thể hỗ trợ.

## Tổng quan
Hầu như tất cả các bộ định tuyến đều chứa bảng định tuyến chứa các quy tắc theo đó lưu lượng được chuyển tiếp trong mạng. Nếu bộ định tuyến không chứa đường dẫn hợp lệ đến đích, lưu lượng sẽ bị loại bỏ. EIGRP là một giao thức định tuyến động mà các bộ định tuyến tự động chia sẻ thông tin tuyến đường. Điều này giúp giảm bớt khối lượng công việc trên một quản trị viên mạng, người không phải cấu hình các thay đổi cho bảng định tuyến theo cách thủ công.
Ngoài bảng định tuyến, EIGRP sử dụng các bảng sau để lưu trữ thông tin:
- Bảng hàng xóm: Bảng hàng xóm giữ một bản ghi các địa chỉ IP của các bộ định tuyến có kết nối vật lý trực tiếp với bộ định tuyến này. Bộ định tuyến được kết nối gián tiếp với bộ định tuyến này, thông qua bộ định tuyến khác, không được ghi lại trong bảng này vì chúng không được coi là hàng xóm.
- Bảng cấu trúc liên kết: Bảng cấu trúc liên kết lưu trữ các tuyến đường mà nó đã học được từ các bảng định tuyến lân cận. Không giống như bảng định tuyến, bảng cấu trúc liên kết không lưu trữ tất cả các tuyến, mà chỉ các tuyến đã được xác định bởi EIGRP. Bảng cấu trúc liên kết cũng ghi lại các số liệu cho từng tuyến EIGRP được liệt kê, người kế nhiệm khả thi và người kế nhiệm. Các tuyến trong bảng cấu trúc liên kết được đánh dấu là "thụ động" hoặc "hoạt động". Thụ động chỉ ra rằng EIGRP đã xác định đường dẫn cho tuyến đường cụ thể và đã xử lý xong. Hoạt động chỉ ra rằng EIGRP vẫn đang cố gắng tính toán đường dẫn tốt nhất cho tuyến đường cụ thể. Các tuyến trong bảng cấu trúc không thể sử dụng được bởi bộ định tuyến cho đến khi chúng được chèn vào bảng định tuyến. Bảng cấu trúc liên kết không bao giờ được sử dụng bởi bộ định tuyến để chuyển tiếp lưu lượng. Các tuyến trong bảng cấu trúc liên kết sẽ không được chèn vào bảng định tuyến nếu chúng đang hoạt động, là một kế thừa khả thi hoặc có khoảng cách quản trị cao hơn một đường dẫn tương đương.[2]

Thông tin trong bảng cấu trúc liên kết có thể được chèn vào bảng định tuyến của bộ định tuyến và sau đó có thể được sử dụng để chuyển tiếp lưu lượng. Nếu mạng thay đổi (ví dụ: liên kết vật lý bị lỗi hoặc bị ngắt kết nối), đường dẫn sẽ không khả dụng. EIGRP được thiết kế để phát hiện những thay đổi này và sẽ cố gắng tìm đường dẫn mới đến đích. Đường dẫn cũ không còn khả dụng sẽ bị xóa khỏi bảng định tuyến. Không giống như hầu hết các giao thức định tuyến vector khoảng cách, EIGRP không truyền tất cả dữ liệu trong bảng định tuyến của bộ định tuyến khi thực hiện thay đổi, nhưng sẽ chỉ truyền các thay đổi đã được thực hiện kể từ khi bảng định tuyến được cập nhật lần cuối. EIGRP không gửi bảng định tuyến của nó theo định kỳ, nhưng sẽ chỉ gửi dữ liệu bảng định tuyến khi có thay đổi thực tế. Hành vi này là nội tuyến hơn với các giao thức định tuyến trạng thái liên kết, do đó EIGRP chủ yếu được coi là một giao thức lai tạo.
Khi một bộ định tuyến chạy EIGRP được kết nối với một bộ định tuyến khác cũng chạy EIGRP, thông tin được trao đổi giữa hai bộ định tuyến. Họ tạo thành một mối quan hệ, được gọi là một kề. Toàn bộ bảng định tuyến được trao đổi giữa cả hai bộ định tuyến tại thời điểm này. Sau khi trao đổi hoàn thành, chỉ có những thay đổi khác biệt được gửi.
EIGRP thường được coi là một giao thức lai tạo vì nó cũng gửi các cập nhật trạng thái liên kết khi trạng thái liên kết thay đổi.